# بلهارسية (دودة)
المنشقّة، أو البلهارسية (باللاتينية: Schistosoma) جنس من الطفيليات من صف المثقوبات شعبة الديدان المسطحة، مسبب داء البلهارسيات.
تنتشر هذه الطفيليّات بصورة رئيسية في أفريقيا حيث يبلغ عدد الإصابات المرضيّة حوالي 100 مليون إصابة كما تنتشر في بعض الدول مثل مصر و سوريا تركيا و إيران.

## الصفات الشكلية
الجسم اسطواني متوسّط طول الذكر 100–150 ميكرو متر بينما الأنثى 120–200 ميكرو متر.جسم الذكر مسطّح له حواف ملتفة للوسط مكوّنة القناة التناسلية أو قناة الاحتضان تُغطّي الأشواك الصفيرة لحافة جسم الذكر الظهرية كما يحتوي الجسم على ممصين (فمي وبطني)من أجل تثبيت الدودة بجدران الأوعية الدمويّة من الداخل
يتميّز بيض هذه العائلة بأنّه به أشواك في نهايته أو جانبي البيضة ويوجد داخل الأوعية الدموية الصغيرة ويخرج مع البول أو البراز.

## أطوار الحياة
المراسيديوم_ 
السركاريا (الطور المعدي)

## دورة حياة البلهارسية
تتكون دورة حياتها من مرحلتين، مرحلة في العائل الأساسي (الإنسان) ومرحلة في العائل الوسيط (القوقع).
- تبدأ المرحلة الأولى في دورة الحياة عادة بالتزاوج، حيث تعيش الديدان الصغيرة في الأوردة الكبدية لفترة تُقدّر بـ 5 - 8 أسابيع حتى تنضج الذكور جنسيا. يحمل الذكر أُنثاه في قناة الاحتضان التي من دورها تهيئة الأنثى لنضج أعضائها التناسلية وتضمن حدوث التزاوج وكذلك تقوم بوضع البيض وهي مستقرة بداخله.
تقوم الأنثى بوضع البويضات في الأوعية الدموية حتى تمتلئ واحداً تلو الآخر.
تحتوي البويضات على شوكة أمامية في حالة بلهارسية المجاري البولية وجانبية في حالة بلهارسية المستقيم، تساعد هذه الشوكة على اختراق جدران الأوعية الدموية عند انقباضها، وتعمل القشرة على إفراز بعض المواد التي لها القدرة على إذابة الأنسجة فتساعد البويضة على اختراق جدار المثانة أو المستقيم لتصل إلى تجويفهما ومنهما إلى خارج جسم الإنسان.
- بعد أن تنتقل البويضات إلى الماء العذب، تأتي المرحلة الثانية من دورة الحياة وهي أن تمتص البويضات الماء بخاصية الانتشار الغشائي وتنفجر قشرتها ثم يخرج من البويضات يرقات كاملة التكوين تُسمّى الميراسيديوم، يبحث الميراسيدوم عن العائل الوسيط (القوقع) المناسب له في غضون 30 ساعة وإن لم يجده فإنه يهلك.
يخترق الميراسيديوم الأنسجة الداخلية للقوقع المناسب له حيث يتحوّل إلى كيس جرثومي يسمى الاسبروسيست، لتبدأ خلاياه بالانقسام لا جنسيا حيث ينشأ جيل ثاني من الاسبروسيست ليترك الكيس الجرثومي بعد تحولها إلى يرقات تسمى السركاريا (الطور المعدي) الذي بدوره يخترق طبقة الجلد للإنسان.

## أنواع البلهارسية
- البلهارسية البقرية
- البلهارسية اليابانية
- البلهارسية المانسونية
- البلهارسية الدموية
- البهارسيا هيماتوبيوم

وهي وحيدة الجنس أي (تتكون من ذكور وإناث)
وفي عمليّة التكاثر يحتضن الذكر الأنثى مكوّنا ما يدعى قناة احتضان
يعتبر مرض البلهارسية من أهم المشكلات البيولوجية التي حظيت بالبحث والدراسة العلمية حيث ظل الناس طويلا يعانون من مرض مصحوب ببول دموي ولم يعرفوا السبب في حدوث ذلك المرض. ولكن هذا يُسمّى البلهارسيا

## جهود العلماء في البحث والاستكشاف
في عام 1851م عثر الدكتور تيودور بلهارس Teodore bilhars أثناء تشريحه جثة كان صاحبها يعاني من مرض البول الدموي قبل وفاته على ديدان صغيرة تعيش في الأوعية الدموية التي تحمل الدم إلى الكبد والمعروفة بالدورة البابية، وقد تعجّب بلهارس في أول الأمر لأنه وجد أن هذه الديدان ذكورا فقط على خلاف مجموعة الديدان المفلطحة التي تنتمي إليها البلهارسية والتي كانت معروفة بأنها خناث، ولكن بلهارس سرعان ما اكتشف الإناث بعد ذلك.
تمكّن بلهارس من وصف هذه الديدان وصفا تشريحيا مفصّلا كذك اكتشف بلهارس نوعين مختلفين من بويضات هذه الديدان: إحداهما في بول المرضى والأخرى في برازهم، ثم تعرّف على نوع واحد من الديدان البالغة سمّاها آنذاك باسم (دياستوما هيماتوبيوم) Distoma haematobium وتعني باللغة اللاتينية الطفيل ذو الفمّين أو ممصين ويعيش على الدم.
في عام 1856 أطلق عليها الباحث باخ اسم بلهارسية bilharsia اعترافا بفضل مكتشفها بلهارس حيث تعرّف عليها لأول مرة وفتح ذلك طريق البحث العلمي في حل مشكلة البلهارسيا.

## معرض صور

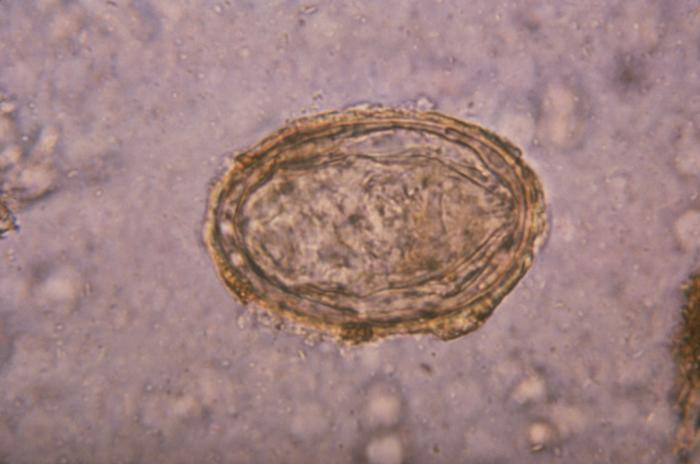
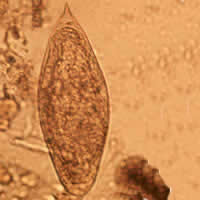
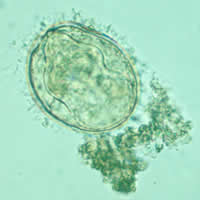
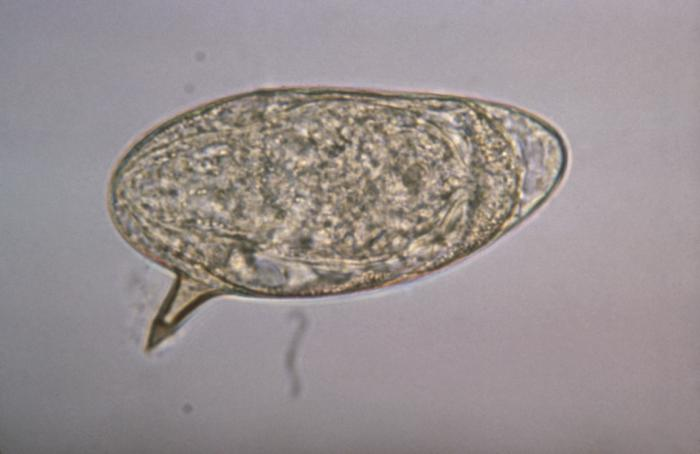
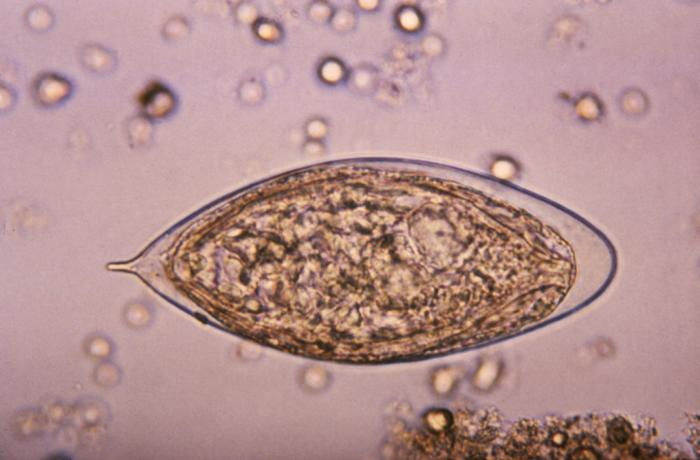

## وصلات خارجية
البلهارسية من عماد البحث العلمي